# François-Louis Bourgot
François-Louis Bourgot, né le 4 août 1879 à Morlaix (Finistère) et décédé le 16 novembre 1936 dans la même ville, est un homme politique français.

## Biographie
D'abord fourrier dans la marine, il est ensuite employé d'octroi à Morlaix. Après la guerre, il dirige une entreprise d'importation de charbon. Adhérent au parti socialiste unifié, il est élu, à la surprise générale, conseiller général en 1919. Il est député du Finistère de 1928 à 1932, là encore à la surprise générale, provoquant même la démission d'un de ses concurrents, Guillaume Chatel, de sa place de maire de Morlaix. Dans la foulée, François-Louis Bourgot est élu maire de Morlaix. À la Chambre, il siège au groupe Républicain socialiste.

## Sources
- « François-Louis Bourgot », dans le Dictionnaire des parlementaires français (1889-1940), sous la direction de Jean Jolly, PUF, 1960 [détail de l’édition]